# 统制经济
統制經濟（dirigisme或dirigism，源自法語diriger）或譯指導經濟，是一種經濟學說，國家扮演著強有力的指導角色，而不僅僅是對資本主義市場經濟的監管干預角色。作為一種經濟學說，统制经济與自由放任相反，強調國家干預在遏制生產效率低下和市場失靈方面的積極作用。指导政策通常包括经济規劃、國家指導的投資以及使用市場工具（稅收和補貼）來激勵市場實體實現國家經濟目標。

## 简介
該術語出現在二戰後時期，用於描述法國的經濟政策，其中包括大量的國家指導投資、使用指示性經濟計劃來補充市場機制以及在國內戰略部門建立國有企業。它恰逢戰後被稱為“輝煌三十年”（Trente Glorieuses）的經濟和人口大幅增長時期，以及始於1973年石油危機的經濟放緩時期。
該術語隨後被用於採取類似政策的其他經濟體，例如日本、香港、新加坡、韓國和中華民國的東亞四小龍經濟體，以及改革開放後的中國大陆。
大多數現代經濟體在某種程度上都是统制经济，因為國家可以通過政府採購（特別是軍事）或通過補貼國營研究機構進行新技術的研究和開發。